# André Aubert (architecte)
Pour les articles homonymes, voir André Aubert et Aubert.
André Aubert, né le 1er octobre 1905 à Montrouge et décédé le 29 novembre 1987 à Magny-les-Hameaux, est un architecte français. 

## Biographie
Le 6 juillet 1932, André Aubert décroche le premier second grand prix de Rome.
Il a remporté le concours d'architecture organisé pour la conception du palais des musées d'Art moderne en vue de l'exposition spécialisée de 1937. Sa proposition était portée au sein d'une collaboration entre Jean-Claude Dondel, Paul Viard et Marcel Dastugue. Elle fut retenue parmi 128 propositions.
En 1963, André Aubert fait rénover une maison à Magny-les-Hameaux, où il s'installe; il y meurt et se fait enterrer dans le cimetière communal.

## Réalisations
Le prix de l'Équerre d'argent est reçu par Aubert en 1962 pour la réalisation de l'école intercommunale des Blagis, (Sceaux et Bagneux), en collaboration avec Paul Herbé et Jean Le Couteur.
Les sièges sociaux de Saint-Gobain à Neuilly-sur-Seine en 1962 et de la Société de produits alimentaires et diététiques (SOPAD) à Courbevoie en 1965 sont aussi la raison de sa renommée.